# Des Pères
La Des Pères (River Des Peres) est une rivière urbaine qui traverse le Comté de Saint-Louis et la ville de  Saint-Louis, dans l'État du Missouri aux États-Unis.

## Géographie
Parmi ses affluents, les plus importants sont : Deer Creek et Gravois Creek. Son bassin fluvial est essentiellement situé dans le Comté de Saint-Louis et alimente le bassin hydrographique du Mississippi.

## Étymologie
Le nom de la rivière fut donné en référence à la mission jésuite établie en 1700 en ce lieu, bien avant la fondation de la ville même de Saint-Louis; cette mission était adjacente à un village établi par des indiens Kaskaskia. Cette mission chrétienne déménagea vers le site de Kaskaskia en 1703, sur la rive est du Mississippi, en aval du futur site de la ville de Saint-Louis (qui sera fondée en 1764).

## Histoire
La rivière des Pères fut canalisée en raison de ses graves inondations qui firent plusieurs victimes au début du XXe siècle et obligea des centaines d'habitants à quitter leur logement. Elle devint un collecteur d'eaux pluviales. Ses eaux furent canalisées et mis entièrement sous terre, dans d'énormes tuyaux d'égout dans les années 1920 et au début des années 1930. Cependant une partie du lit de la rivière, qui passe par "Forest Park", qui avait été enterrée dans des canaux de bois temporaire dans le cadre de la préparation de la foire internationale de 1904 célébrant le premier centenaire de la vente de la Louisiane française aux États-Unis, réapparait vers les lacs qu'elle alimente dans Forest Park.
Malgré tous ces travaux, la rivière Des Pères connut encore de graves débordements, notamment lors de l'Inondation du Midwest américain de 1993.
Un projet de création d'un grand parc (River Des Peres Greenway) le long de la rivière s'étirant depuis "Forest Park" jusqu'au Mississippi, doit permettre de mieux gérer ce cours d'eau, grâce à d'importants travaux.